# Епархия Далласа
Епархия Далласа (лат. Dioecesis Dallasensis) — епархия Римско-Католической церкви в городе Даллас, штат Техас, США. Епархия Далласа входит в митрополию Сан-Антонио. Кафедральным собором епархии Далласа является Собор Пресвятой Девы Марии Гваделупской.

## История
15 июля 1890 года Святой Престол учредил епархию Далласа, выделив её из епархии Галвестона - Хьюстона. В 1891 и 1892 годах в епархию Далласа вошла территория упразднённого Апостольского викариата Аризоны (сегодня — Епархия Тусона).
3 марта 1914 года, 3 августа 1926 года и 15 ноября 1947 года епархия Далласа передала часть своей территории новым епархии Эль-Пасо, епархии Амарилло и епархии Остина.
20 октября 1953 года епархия Далласа была переименована в епархию Далласа — Форт-Уэрта.
16 октября 1961 года епархия Далласа — Форт-Уэрта передала часть своей территории новой Епархия Сан-Анджелоепархии Сан-Анджело.
9 августа 1969 года епархия Далласа — Форт-Уэрта была разделена на епархию Далласа и епархию Форт-Уэрта.
12 декабря 1986 года епархия Далласа передала часть своей территории новой епархии Тайлера.

## Ординарии епархии
- епископ Томас Фрэнсис Бреннан[англ.] (09.01.1891 — 17.11.1892)
- епископ Эдвард Джозеф Данн[англ.] (24.09.1893 — 05.08.1910)
- епископ Джозеф Патрик Линч[англ.] (08.01.1911 — 19.08.1954)
- епископ Томас Кили Горман[англ.] (29.08.1954 — 22.08.1969)
- епископ Томас Амброзий Тщип[англ.] (27.08.1969 — 14.07.1990)
- епископ Чарльз Виктор Грэманн[англ.] (14.07.1990 — 06.03.2007)
- епископ Кевин Джозеф Фаррелл (06.03.2007 — 15.08.2016) — назначен префектом Дикастерии по делам мирян, семьи и жизни, кардинал с 2016
- епископ Эдвард Джеймс Бёрнс (с 13.12.2016)

## Источник
- Annuario Pontificio, Libreria Editrice Vaticana, Città del Vaticano, 2003, ISBN 88-209-7422-3